# حزب البعث العربي الاشتراكي - تنظيم في السودان
حزب البعث العربي الاشتراكي - تنظيم في السودان هو الفرع الإقليمي لحزب البعث الاشتراكي العربي في دمشق.
خلال الثمانينات كان الحزب يسمى حزب البعث العربي الاشتراكي - منظمة السودان (تمييزا عن حزب البعث العربي الاشتراكي - إقليم السودان المؤيد للعراق). طعن الحزب في انتخابات عام 1986 كجزء من الجبهة الوطنية التقدمية السودانية.
عقد الحزب مؤتمره الإقليمي الثالث في الخرطوم في الفترة من 5 إلى 6 فبراير 2009. انتخب المؤتمر التجاني مصطفى ياسين أمينا إقليميا وقيادة إقليمية مكونة من 11 عضوا ولجنة مركزية من 23 عضوا. ذكر المؤتمر أن الحزب سعى إلى التعاون مع حزب المؤتمر الوطني من أجل تشكيل جبهة وطنية. عارض الحزب بشدة استقلال جنوب السودان.